# Patrick Nilan
Patrick Nilan (Sídney, Australia, 30 de junio de 1941-14 de mayo de 2024) fue un jugador de hockey sobre hierba australiano.

## Carrera
Participó en tres ediciones de los Juegos Olímpicos, la primera de ellas fue en Tokio 1964 donde ganó la medalla de bronce luego de perder en las semifinales ante el eventual campeón olímpico India y vencer en el partido por el tercer lugar a España.
Su segunda aparición fue en México 1968 donde ganaría la medalla de plata luego de perder la final ante Pakistán, y su última aparición fue en Múnich 1972 donde quedó eliminado en la primera ronda y terminó en quinto lugar.